# Philadelphi-korridoren
Philadelphi-korridoren, også kaldet Philadelphi-ruten, er det israelske kodenavn for smal stribe land, som ligger langs den 14 km lange grænse mellem Gazastriben og Egypten.
Efter Israels ensidige tilbagetrækning fra Gazastriben i 2005 blev Philadelphi-aftalen med Egypten indgået, som gav Egypten tilladelse til at indsætte 750 grænsevagter langs ruten for at patruljere grænsen på Egyptens side. Den palæstinensiske side af grænsen blev kontrolleret af Det Palæstinensiske Selvstyre indtil Hamas overtog den i 2007. Den fælles myndighed for Rafah-grænseovergangen blev overdraget til Den Palæstinensiske Selvstyre og Egypten for begrænset passage for indehavere af palæstinensiske ID-kort og for andre i undtagelsestilfælde.
Et formål med Philadelphi-ruten var at forhindre transport af ulovlige materialer (herunder våben og ammunition) og mennesker mellem Egypten og Gazastriben.

## Navn
Navnet Philadelphi blev "tilfældigt valgt af den israelske hær som kodenavn for grænseområdet". Det blev defineret i udkastet til tilbagetrækningsplan af 18. april 2004 som "grænseområdet mellem Gazastriben og Egypten".

## Baggrund
Fredsaftalen mellem Egypten og Israel fra 1979, hvori Israel indvilligede i at trække sig tilbage fra Sinai til gengæld for fred med Egypten, fastslog, at grænsen til Egypten skulle følge grænsen til det palæstinensiske mandatområde. Den nye grænse gik tværs gennem Rafah og delte byen og efterlod familier adskilt på begge sider af grænsen. Rafah ville være den vigtigste grænseovergang i Gaza. Det blev aftalt, at området nær grænsen (kendt som område C) skulle demilitariseres, og Egypten fik kun lov til at politistyrker i området.

## Philadelphia-aftalen
I 2004 vedtog Knesset en resolution om ensidig tilbagetrækning alle israelske borgere og styrker fra Gazastriben, som trådte i kraft i august 2005. For at muliggøre Israels evakuering fra Philadelphi-korridoren, og samtidig forhindre indsmugling af våben fra Egypten til Gaza-striben og infiltration og anden kriminel aktivitet, underskrev Israel med Egypten "Aftalte regler om udstationering af en udpeget styrke af grænsevagter langs grænsen i Rafah-området" (Philadelphi-aftalen) den 1. september 2005. I henhold til Philadelphi-aftalen fik Egypten tilladelse til at indsætte grænsevagter langs Philadelphi-ruten for at patruljere grænsen på Egyptens side. En del af aftalen var en løbende koordinering mellem Israel og Egypten vedrørende operationer og efterretninger.
Der opstod stor modstand i det israelske forsvarsværk mod at forlade Philadelphi-ruten af strategiske grunde. Den primære bekymring var militariseringen af Gaza og truslen mod israelsk sikkerhed, som dets militarisering ville udgøre. Det blev dog besluttet at forlade korridoren for at forhindre israelsk-palæstinensiske gnidninger, som kunne destabilisere regionen yderligere.
Israels beslutning om at trække sig ud af Philadelphi-ruten udgjorde også en trussel mod nabolandet Egypten på grund af den potentielle militarisering af Gaza. Man frygtede, at Israels udtrækning ville skabe et magttomrum, som den svage palæstinensiske ledelse ikke ville være i stand til at udfylde, og dermed skabe et tomrum, der skulle udfyldes af radikale islamister.
Selve aftalen indeholder 83 klausuler og beskriver specifikt parternes mission og forpligtelser, herunder de specifikke typer maskiner, våben og infrastruktur, der er tilladt.

### Egyptisk grænsevagter
I henhold Philadelphi-aftalen fik Egypten tilladelse til at udstationere 750 grænsevagter langs ruten for at patruljere grænsen på Egyptens side. Aftalen specificerede, at den egyptiske styrke er "en udpeget styrke til bekæmpelse af terrorisme og infiltration på tværs af grænsen" og ikke beregnet til militære formål.
Aftalen angav specifikt, at den nye aftale ikke ændrede fredstraktaten mellem Egypten og Israelfredsaftalen fra 1979, og fastholdt Philadelphi-rutens og Sinai-ørkenen status som en demilitariseret zone.
| Citat                          | The parties acknowledge that the BGF [Border Guard Force] deployment and these Agreed Arrangements, in no way constitute an amendment to or a revision or modification of Annex I to the Peace Treaty. Rather they constitute additional mission-oriented security measures agreed upon by the parties. | Citat |
| Philadelphi-aftalen, artikel 9 | |       |

I stedet "forbedre[de] den Egyptens evne til at bekæmpe smugling langs grænsen", samtidig med at den sikrede, at styrkerne ikke ville tjene militære formål. Israel insisterede på, at aftalen skulle indeholde bestemmelser, der angav, at den ikke var en ændring af fredstraktaten fra 1979, fordi Egypten under forhandlingerne forsøgte at dreje aftalen i retning af en re-militarisering af Sinai og grænserne til Israel og Gaza.
Philadelphi-aftalen oprettede den egyptiske grænsevagt bestående af 750 personer fordelt på hovedkvarteret og fire kompagnier. Aftalen specificerede, at sgrænsevagten skulle udstyret med følgende:
- 500 stormgeværer
- 67 lette maskingeværer
- 27 lette antipersonelkastere
- jordradar
- 31 politikøretøjer
- 44 logistik- og hjælpekøretøjer[5]

Vagtposter, vagttårne og logistiske faciliteter var tilladt. Tunge pansrede køretøjer, befæstning, militært udstyr til indsamling af efterretninger og våben og udstyr ud over de ovennævnte var forbudt.

### Kontrovers i Knesset
En række forskere har undersøgt det juridiske spørgsmål om, hvorvidt Philadelphi-aftalen behøvede at blive vedtaget af Knesset. Generelt godkender Knesset større traktater enten før eller efter deres vedtagelse. Spørgsmålet opstod, fordi Philadelphi-aftalen delvist ville militarisere område C i fredstraktaten mellem Egypten og Israel, hvilket ændrede traktaten og derfor krævede Knessets godkendelse. Denne holdning blev blev fremført af formanden for Knessets udenrigs- og forsvarsudvalg, Yuval Steinitz; han blev støttet af parlamentsmedlem Danny Yatom, og de indgav i fællesskab et begæring til Højesteret mod regeringen. Premierminister Ariel Sharon hævdede på den anden side, at traktaten ikke ændrede på område C' s status som "demilitariseret" område, og derfor ikke var en væsentlig vigtig traktat til, at den behøvede at blive ratificeret. Den 6. juli 2005 afgjorde statsadvokaten, at regeringen ikke var forpligtet til at søge Knessets godkendelse af traktaten, men konventionen fastsatte, at den burde.

## Rafah-grænseovergangen
Efter tilbagetrækningen fra Gaza underskrev Israel og Det Palæstinenstiske Selvstyre en aftale om bevægelse og adgang 15. november 2005. Aftalen tillod åbning af grænsen mellem Gaza og Egypten for begrænset passage af palæstinensiske indbyggere og eksport af landbrugsprodukter fra Gaza. Den lovede også en forbindelse mellem Gaza og Vestbredden for busser og lastbiler, opførelse af en havn i Gaza, diskussion om en lufthavn i Gaza og mere bevægelsesfrihed på Vestbredden. Rafah-grænseovergangen blev åbnet nær Rafah den 25. november 2005, drevet af Den Palæstinensiske Selvstyre og amerikansk sponsorerede Egypten, under tilsyn af EU-observatører. I de første seks måneder af 2006 var grænseovergangen åben ni en halv time om dagen med et gennemsnit på 650 personer, der krydsede dagligt hver vej, hvilket var næsten det dobbelte af gennemsnittet fra før aftalen om beværgelse og adgang.
Efter Hamas' kidnapning af Gilad Shalit, blev Rafah-grænsen lukket den 25. juni 2006, selvom hændelsen ikke fandt sted i Rafah. Siden da blev grænseovergangen kun åbnet uregelmæssigt i meget begrænsede tilfælde. Grænsen blev aldrig åbnet for passage af varer. Da Hamas overtog Gazastriben i 2007, lukkede Egypten og Israel grænserne til Gaza.

### Hamas' kontrol over Gaza
I januar 2008 gennembrød militante palæstinensere flere dele af muren, der grænser op til byen Rafah. Tusindvis af beboere i Gaza strømmede ind i Egypten på jagt efter mad og forsyninger. Pr.  august 2012 fortsatte den egyptiske hær fortsatte med at ødelægge tunneler mellem Egypten og Gaza, og deres sikkerhedskilde sagde, at nedrivningen vil fortsætte "for at bekæmpe ethvert element af terrorisme."
Efter Mubarak-regimets fald i 2011 lempede Egypten restriktionerne ved grænsen til Gazastriben, så flere palæstinensere kunne krydse frit for første gang i fire år. Den egyptiske hær fortsatte med at ødelægge smuglertunneler fra Gazastriben, ifølge den egyptiske hær "for at bekæmpe ethvert element af terrorisme".
I april 2013 forstærkede Egypten sine tropper på grænsen til Gazastriben. Den egyptiske hær har ødelagt tunneler ved at oversvømme dem.
I oktober 2014 meddelte Egypten, at de planlagde at udvide bufferzonen mellem Gaza og Egypten, efter et terrorangreb fra Gaza, som dræbte 31 egyptiske soldater. Mellem juli 2013 og august 2015 nedrev den egyptiske regering 3.255 private huse på deres side af grænsen mellem Egypten og Gaza for at skabe en bufferzone.

### Hamas-Israel krigen
Rafah-området var stedet for aktive kampe i Israel-Hamas-krigen, herunder grænseovergangen, som i det mindste delvist var lukket på grund af militære aktioner.
Den 11. december 2023 sagde den israelske premierminister Benjamin Netanyahu til Knessets udenrigs- og sikkerhedsudvalg, at Israel vil kontrollere Philadelphi-korridoren (grænsen mellem Gaza og Egypten), og at Israel vil indføre en bufferzone inde i Gazastriben. Den 7. maj 2024 overtog Israel kontrollen med Rafah-grænseovergangen og stationerede sine styrker inden for Philadelphi-korridoren, hvis kontrol formodes ifølge Camp David-aftalen skulle forblive hos Egypten.